# سلمبر
سُلُمبُر یک روستا در ایران بود که در بخش کهریزک شهرستان ری در استان تهران واقع شده‌بود این روستا در شهر  گل‌حصار ادغام شده است.

## ادغام
با مصوبه دولت وقت، در بخش کهریزک در تاریخ ۹ بهمن ۱۳۹۱ روستاهای قوچ حصار و سلمبر از توابع دهستان کهریزک با یکدیگر ادغام و به عنوان شهر گل‌حصار نامگذاری شدند.

## جمعیت
این روستا در دهستان کهریزک قرار داشت و براساس سرشماری مرکز آمار ایران در سال ۱۳۸۵، جمعیت آن ۲٬۶۴۳ نفر (۶۳۶ خانوار) بوده‌است.